# Ma Zhenzhao
Ma Zhenzhao (Binzhou, 5 de noviembre de 1997) es una deportista china que compite en judo.
Participó en dos Juegos Olímpicos de Verano, en los años 2020 y 2024, obteniendo una medalla de bronce en París 2024, en la categoría de –78 kg.
Ganó una medalla de plata en el Campeonato Mundial de Judo de 2022, dos medallas en los Juegos Asiáticos, en los años 2018 y 2022, y cuatro medallas en el Campeonato Asiático de Judo, entre los años 2017 y 2022.

## Palmarés internacional
| Juegos Olímpicos    | Juegos Olímpicos       | Juegos Olímpicos  | Juegos Olímpicos |
| Año                 | Lugar                  | Medalla           | Categoría        |
| ------------------- | ---------------------- | ----------------- | ---------------- |
| 2024                | París (Francia)        | Medalla de bronce | –78 kg           |
| Campeonato Mundial  |                        |                   |                  |
| Año                 | Lugar                  | Medalla           | Categoría        |
| 2022                | Taskent (Uzbekistán)   | Medalla de plata  | –78 kg           |
| Juegos Asiáticos    |                        |                   |                  |
| Año                 | Lugar                  | Medalla           | Categoría        |
| 2018                | Yakarta (Indonesia)    | Medalla de bronce | –78 kg           |
| 2022                | Hangzhou (China)       | Medalla de oro    | –78 kg           |
| Campeonato Asiático |                        |                   |                  |
| Año                 | Lugar                  | Medalla           | Categoría        |
| 2017                | Hong Kong (China)      | Medalla de plata  | –78 kg           |
| 2019                | Fujairah (EAU)         | Medalla de plata  | –78 kg           |
| 2021                | Biskek (Kirguistán)    | Medalla de plata  | –78 kg           |
| 2022                | Nursultán (Kazajistán) | Medalla de bronce | –78 kg           |